# Fricativa labiodental surda
A fricativa labiodental surda é um tipo de fone consonantal empregado em alguns idiomas. O símbolo deste som tanto no alfabeto fonético internacional quanto no X-SAMPA é "f". Este som ocorre no português em palavras como "fácil".

## Características
- Seu modo de articulação é fricativo.
- Seu ponto de articulação é labiodental.
- É surda em relação ao papel das pregas vocais.
- É oral em relação ao papel das cavidades bucal e nasal.